# 4-es főút
4-es főút (négyes főút, ungarisch für ‚Hauptstraße 4‘) ist eine ungarische Hauptstraße.

## Verlauf
Die Straße beginnt in Budapest und führt in südöstlicher Richtung über Monor, an Cegléd und Abony vorbei, umgeht südlich die Stadt Szolnok, überquert die Theiß und führt weiter über Törökszentmiklós, Kisújszállás und an Karcag vorbei nach Püspökladány. Bis zu diesem Ort bildet die Straße teilweise die geplante, bereits im Bau befindliche und stellenweise schon in Betrieb genommene Trasse der Autobahn Autópálya M4 (Europastraße 60), die von hier an der 42-es főút nach Rumänien folgt. Die 4-es főút (zugleich Europastraße 79 und Europastraße 573) wendet sich nun nach Nordosten und verläuft über Hajdúszoboszló, das im Südosten umfahren wird, nach Debrecen. Von dort aus schlägt sie eine nördliche Richtung ein und führt über Hajdúhadház und Újfehértó nach Nyíregyháza, wo sie sich wieder nach Nordosten wendet. An Kisvárda vorbei erreicht sie schließlich Záhony und nach diesem Ort die ungarisch-ukrainische Grenze, wo sie in die ukrainische Fernstraße M 06 übergeht.
Die Gesamtlänge der Straße beträgt 340 Kilometer.